# Szőce, Vas
Szőce  este un sat în districtul Körmend, județul Vas, Ungaria, având o populație de 324 de locuitori (2011). 

## Demografie
Componența etnică a satului Szőce
     Maghiari (96,54%)
     Germani (3,46%)
Componența confesională a satului Szőce
     Romano-catolici (64,2%)
     Luterani (10,19%)
     Reformați (2,78%)
     Fără religie (1,23%)
     Necunoscută (21,6%)
     Alte religii (0,93%)
Conform recensământului din 2011, satul Szőce avea 324 de locuitori. Din punct de vedere etnic, majoritatea locuitorilor (96,54%) erau maghiari, cu o minoritate de germani (3,46%).  Din punct de vedere confesional, majoritatea locuitorilor (64,2%) erau romano-catolici, existând și minorități de luterani (10,19%), reformați (2,78%) și persoane fără religie (1,23%). Pentru 21,6% din locuitori nu este cunoscută apartenența confesională.